# Viole d'Orphée
La viole d'Orphée fut décrite par Michel Corrette dans un traité daté de 1781 concernant également la contrebasse et le violon alto.
Corrette donne quelques détails simples pour transformer une viole, instrument à cordes de boyau fretté accordé en quartes et tierce, en une viole d'Orphée. Il faut :
- changer la nature des cordes, en utilisant du fer, du laiton jaune et du laiton rouge ;
- changer l'accord de l'instrument, en do, sol, ré, la et mi. Les cordes de la et mi sont doublées, à la façon des chœurs de luth. Enfin, l'archet, de type Tartini, est tenu la paume de la main vers le bas.

La transformation tend donc vers le violoncelle par l'accord. Il était courant, à la fin du XVIIIe siècle de transformer les violes de gambe, tombées en désuétude, en changeant le manche, en coupant la caisse quelquefois pour la rétrécir, souvent pour en faire "tomber" les épaules. La viole d'Orphée entre dans ce concept de réactualisation d'un instrument en perte de vitesse. La transformation est plus simple, puisqu'il n'est même pas nécessaire de toucher à la structure de la viole : changement des cordes, et adaptation du cordier et du chevalet, éventuellement lignes sur le manche dont on n'est pas certain qu'elles soient en relief.
Corrette laisse également deux sonates pour viole d'Orphée de la meilleure facture.
En février 2001, en collaboration avec Philippe Foulon et Jean-Charles Léon, Dominique Fréguin a reconstruit une viole d'Orphée, présentée au public lors d'une conférence donnée par Jean-Charles Léon au salon de la musique le 31 mars 2001 à Paris. Cependant, des erreurs de conception ont fait que l'instrument présentait quelques raideurs et un manche trop court. Une viole de Marcello Ardizone fut alors transformée simplement, comme décrit par Michel Corrette. C'est cet instrument qui fut joué lors des concerts de Sablé sur Sarthe et Ambronay. Il a servi à l'enregistrement du disque les délices de la solitude, par Philippe Foulon.